# Bacalar
Bacalar (Bakal ha en llengua maia) és una localitat mexicana i capçalera municipal, del Municipi de Bacalar, a el sud de l'estat de Quintana Roo. Es localitza geogràficament entre els 98° 53′ 28″ W i els 19° 30′ 24″ N, està a una altitud de 12 msnm. El 2010, INEGI va registrar una població de 25,554 habitants. Localitat nomenada en el programa turístic dels Pobles Màgics.